# Ле-Ламиду
Ле-Ламиду́ (фр. Lay-Lamidou) — коммуна во Франции, находится в регионе Аквитания. Департамент — Атлантические Пиренеи. Входит в состав кантона Кёр-де-Беарн. Округ коммуны — Олорон-Сент-Мари.
Код INSEE коммуны — 64326.

## География

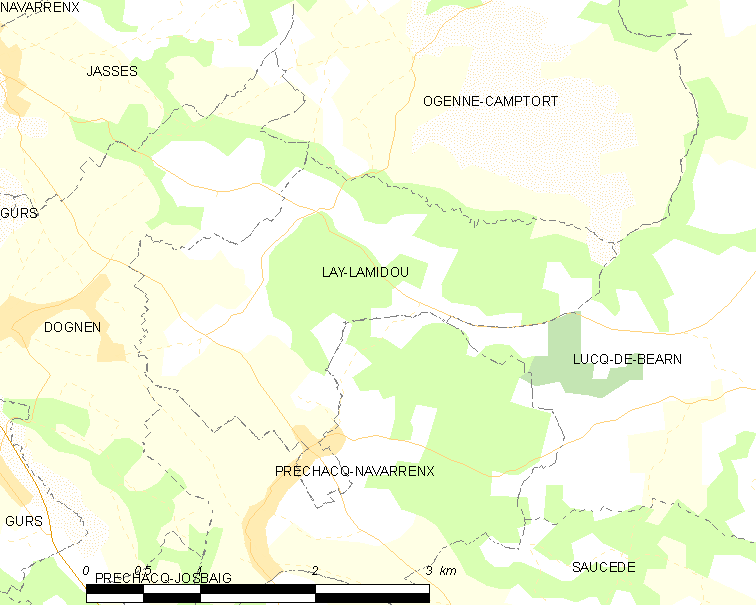
Карта коммуны

Коммуна расположена приблизительно в 670 км к югу от Парижа, в 175 км южнее Бордо, в 29 км к западу от По.
На северо-востоке коммуны протекает река Лаюс, а на северо-западе — река Лейу.

### Климат
Климат тёплый океанический. Зима мягкая, средняя температура января — от +5°С до +13°С, температуры ниже −10 °C бывают редко. Снег выпадает около 15 дней в году с ноября по апрель. Максимальная температура летом порядка 20-30 °C, выше 35 °C бывает очень редко. Количество осадков высокое, порядка 1100 мм в год. Характерна безветренная погода, сильные ветры очень редки.

## Население
Население коммуны на 2010 год составляло 121 человек.
| 1962 | 1968 | 1975 | 1982 | 1990 | 1999 | 2010 |
| ---- | ---- | ---- | ---- | ---- | ---- | ---- |
| 142  | 141  | 105  | 131  | 117  | 123  | 121  |

## Администрация
| Период | Период | Фамилия         | Партия | Примечания |
| ------ | ------ | --------------- | ------ | ---------- |
| 1995   | 2001   | Клод Лабердеск  |        |            |
| 2001   | 2020   | Даниэль Аррибер |        |            |

## Экономика
В 2010 году среди 61 человека трудоспособного возраста (15-64 лет) 47 были экономически активными, 14 — неактивными (показатель активности — 77,0 %, в 1999 году было 57,0 %). Из 47 активных жителей работали 42 человека (22 мужчины и 20 женщин), безработных было 5 (2 мужчин и 3 женщины). Среди 14 неактивных 7 человек были учениками или студентами, 5 — пенсионерами, 2 были неактивными по другим причинам.